# El Bayadh
El Bayadh (in arabo ولاية البيض) è una città dell'Algeria, capoluogo del distretto omonimo e della provincia omonima. Al censimento del 1998 aveva una popolazione di 59 755 abitanti.
La città si trova a 1350 m s.l.m., sugli altopiani stepposi dell'Atlante. Confina a nord con i comuni di Rogassa e Stitten, a sud con Ain-El-Orak e Krakda, a est con Ghassoul e Stitten e a ovest con El-Mehara e Rogassa.
La popolazione della città è costituita soprattutto da berberi sedentari e arabi semi-nomadi.